# بوشتو
بوشتو (Buštu) بارها به مثابه مرکز مهمی، به مناسبت ماننا و پارسوآ در الواح اورارتویی آمده‌است. اینجا محل سکونت و دفاع یکی از قبایل ماننا در آغاز حکومت آرگیشتی یکم پادشاه اورارتو در سال ۷۸۰ پ. م. بود. طبق آنچه اصطلاحاً سال‌نامهٔ خورخور آرگیشتی‌یکم نامیده می‌شود آرگیشتی در نقطه‌ای واقع در جنوب ماننا، یعنی در ناحیهٔ آرسیتا در اراضی بوشتو و باروآتا سه بار پیکار کرد و با لشکریان آشور تلاقی نمود و حتا وارد درّهٔ رود دیاله و نامار شد. آرگیشتی  بار دیگر در سال ۷۷۵ پ. م. موفق به تصرف قلعهٔ بوشتو گردید.. 

## آرسیتا

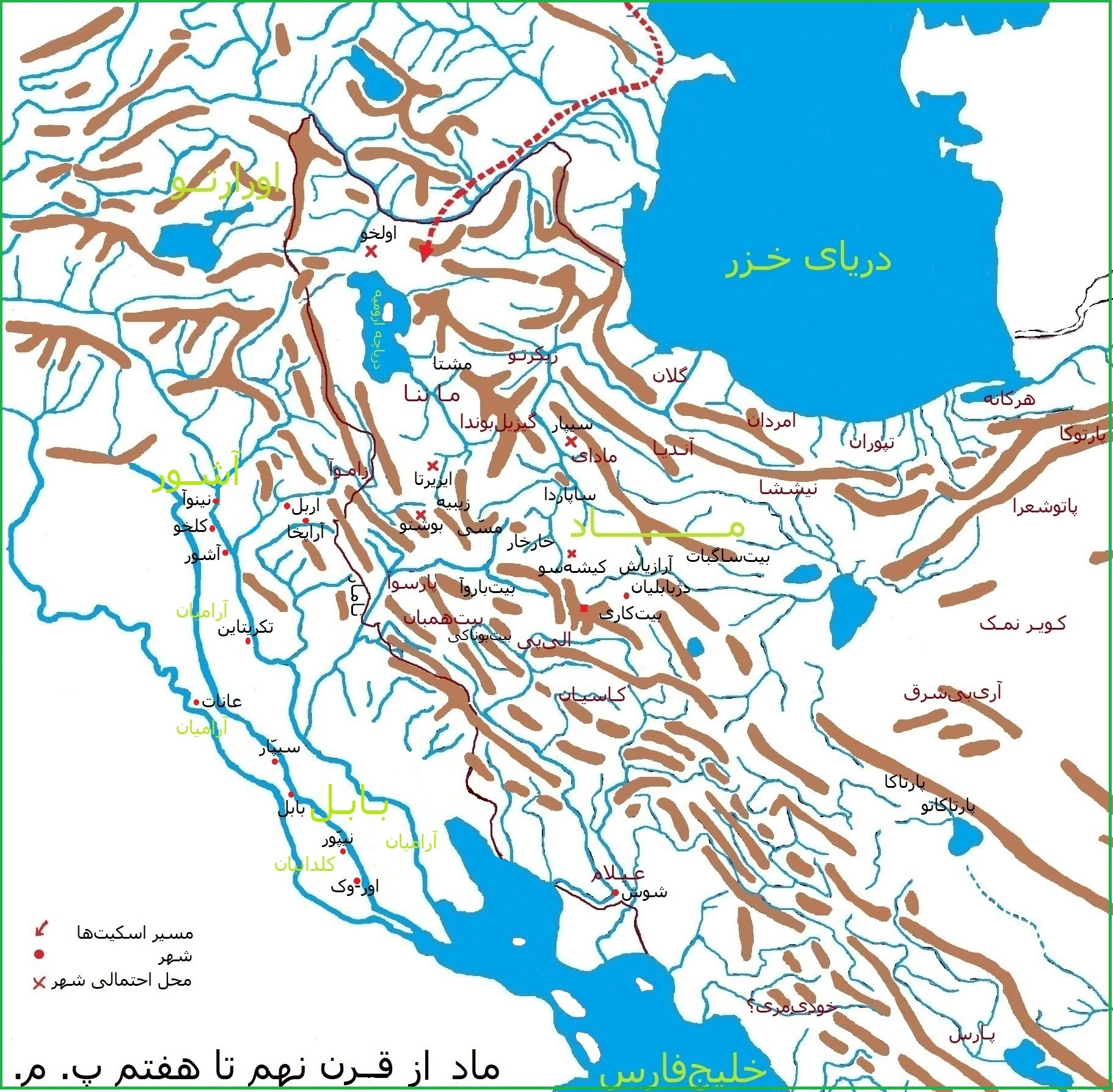
ماد و ماننا در قرن‌های ۹ تا ۷ پ. م.

ناحیهٔ آرسیتا Arsita به مرکزیت قلعهٔ بوشتو ناحیهٔ کوهستانی بود که در سرزمین قبیلهٔ کوموردیان در حدّ ماننا قرارداشته و کتیبه‌های آشور بانی‌پال بوشتو را نقطهٔ مسکونی در پارسوآ می‌خوانند. قلعهٔ بوشتو واقع در مرز ماننا و پارسوآ از لحاظ اهمیت با ایزرتا پایتخت ماننا رقابت می‌کرده  و در قرن‌های هشتم و هفتم پ. م. جزو کشور ماننا بشمار می‌رفت.

## حملات آشوریان به بوشتو
دایان آشور  سردار سلمنسر سوم در لشکرکشی به نواحی دریاچه اورمیه از زاموای داخلی ( ماننا ) و پارسوآ گذشت و به سوی نامار سرازیر شد و در بین راه دژ کوهستانی بوشتو را در مرز ماننا و پارسوآ تصرف کرد.
سال‌نامه‌های تیگلت پیلسر سوم در سال ۷۴۴ پ. م. از تصرف ناحیهٔ دیگری بنام بوشتو در سرزمین اتحادیه قبایل ماد خبر می‌دهند اما این بوشتو را با دژی به همین نام که در ملتقای ماننا و پارسوآ و گیزیل بوندا واقع بوده نباید اشتباه گرفت. آشوریان پس از تصرف ناحیهٔ بوشتوی ثانی وارد خاک اصلی اتحادیه قبایل ماد و جلگهٔ کنونی قزوین شدند.